# Naturschutzgebiet Naafbachtal
Das Naturschutzgebiet Naafbachtal ist ein etwa 1020 Hektar umfassendes Naturschutzgebiet im südlichen Nordrhein-Westfalen. Große Teile des Naturschutzgebiets sind ebenfalls als FFH-Gebiet ausgewiesen.

## Lage
Das Naturschutzgebiet besteht aus zwei Teilen, von denen der größere Teil (etwa 855 ha) im Rhein-Sieg-Kreis auf dem Gebiet der Stadt Lohmar, der Gemeinde Much und der Gemeinde Neunkirchen-Seelscheid liegt. Dieser Teilbereich trägt die Kennung SU-012. Im Rheinisch-Bergischen Kreis auf dem Gebiet der Stadt Overath hat das NSG eine Ausdehnung von etwa 165 ha und trägt die Kennung GL-006. Etwa 924 ha der beiden NSG sind als FFH-Gebiet unter dem Namen „Naafbachtal“ (DE-5109-301) ausgewiesen. Die Schutzgebiete erstrecken sich beidseitig des Naafbachs, der namensgebend für die Schutzgebiete ist.
Der Naafbach ist ein rund 22,7 km langer, linker Nebenfluss der Agger. Neben vielen kleineren Zuflüssen ist insbesondere der Wenigerbach mit einer Länge von 8,7 km von größerer Bedeutung, schließt er doch das Naafbachtal mit dem Wenigerbachtal zusammen. Der Naafbach und seine Nebenflüsse fließen naturnah und mäandrierend von ihren Quellen in Richtung Mündung.

## Geschichte und Struktur
Das Naafbachtal ist eine landwirtschaftlich geprägte Region. Viele Höfe waren und sind Bestandteil der Siedlungsstruktur. Wie in der Bergischen Region so oft, ist auch im Naafbachtal eine große Anzahl kleinerer Höfe und Weiler zu finden. Fachwerkhäuser und Mühlen sind im Naafbachtal teilweise bis heute Bestandteil der Siedlungsstruktur. Um 1930 kamen jedoch Planungen auf, im Naafbachtal eine Trinkwassertalsperre zu bauen, um dem größeren Trinkwasserbedarf der Region Köln-Bonn gerecht zu werden. Aus den losen Planungen wurden um 1973 herum konkrete Bauplanungen, bei denen binnen zwölf Jahren die Talsperre fertiggestellt sein sollte. Zu diesem Zweck erwarb der Aggerverband, ein kommunaler Zweckverbund für die Unterhaltung und Pflege der Agger mit ihren Nebenflüssen, aber auch für die Trinkwasserversorgung, große Teile der Landfläche im Naafbachtal. Die verbliebenen Einheimischen des Naafbachtals lebten seitdem in Angst um ihre Heimat, ihre Häuser und Grundstücke. Aus dieser Sorge um den Verlust ihrer eigenen Heimat entwickelten sich seit Anfang der 1960er Jahre immer wieder Proteste gegen den Talsperrenbau. Mit Beginn der 1980er Jahre verstärkte sich dieser Bürgerprotest, im Zuge einer wachsenden Umweltbewegung auch durch Naturschutzgruppen unterstützt. In der Folge wurden viele Gebäude im Naafbachtal unter Denkmalschutz gestellt. Im Januar 1982 bündelte sich der Bürgerprotest dann in einer Bürgerinitiative zum Erhalt des Naafbachtals. Im selben Jahr wurde das Naafbachtal unter Naturschutz gestellt. Wenig später wurde bekanntgegeben, dass die Landesfördermittel für den Talsperrenbau eingestellt werden. Seitdem wird um eine Streichung des Naafbachtals aus den Landesentwicklungsplänen von Nordrhein-Westfalen als mögliches Gebiet für eine Talsperre gekämpft. Neben parteiunabhängigen Bürgern engagiert sich besonders die Lohmarer Partei Bündnis 90/Die Grünen für den Erhalt des Naafbachtals. Ein weiterer Schritt zum Erhalt des Naafbachtals wurde 1999 erreicht mit der Benennung als Fauna-Flora-Habitat, denn als FFH-Schutzgebiet müssen strenge Umweltverträglichkeitsprüfungen vor Veränderungen vorgenommen werden. Bis heute ist zwar eine Streichung aus dem Gebietsentwicklungsplan erfolgt, die Landesregierung hat den Landesentwicklungsplan jedoch nicht entsprechend angepasst.

## Flora und Fauna

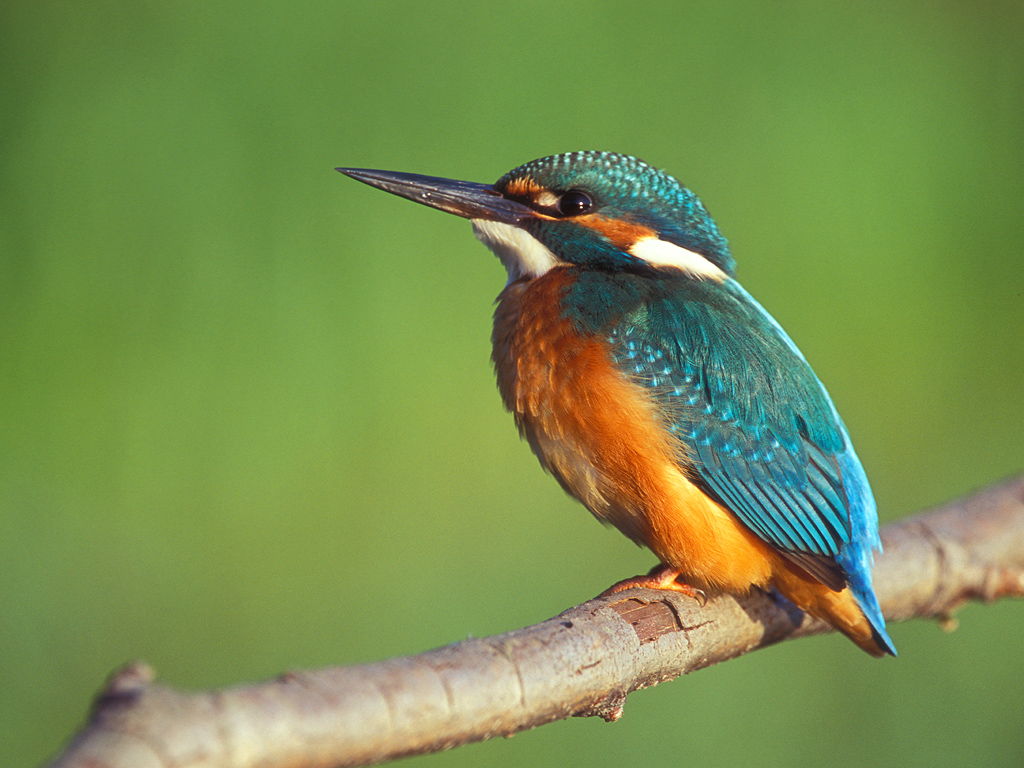
Eisvogel

Entlang des teilweise frei mäandrierenden Naafbachs finden sich naturnahe Vegetationstypen wie Feuchtgrünland, bachbegleitende Wälder und Buchenwälder, in denen verschiedene Vogelarten wie beispielsweise die Wasseramsel und der Eisvogel ihren Lebensraum finden.
Nach der Fauna-Flora-Habitat-Richtlinie (FFH) sind folgende in Naafbachtal vorkommende Lebensraumtypen von gemeinschaftlichem Interesse:
- Feuchte Hochstaudenfluren
- Magere Flachland-Mähwiesen
- Erlen-, Eschen- und Weichholzauenwälder
- Stieleichen oder Eichen-Hainbuchenwälder
- Hainsimsen-Buchenwälder
- Fließgewässer mit flutender Wasservegetation

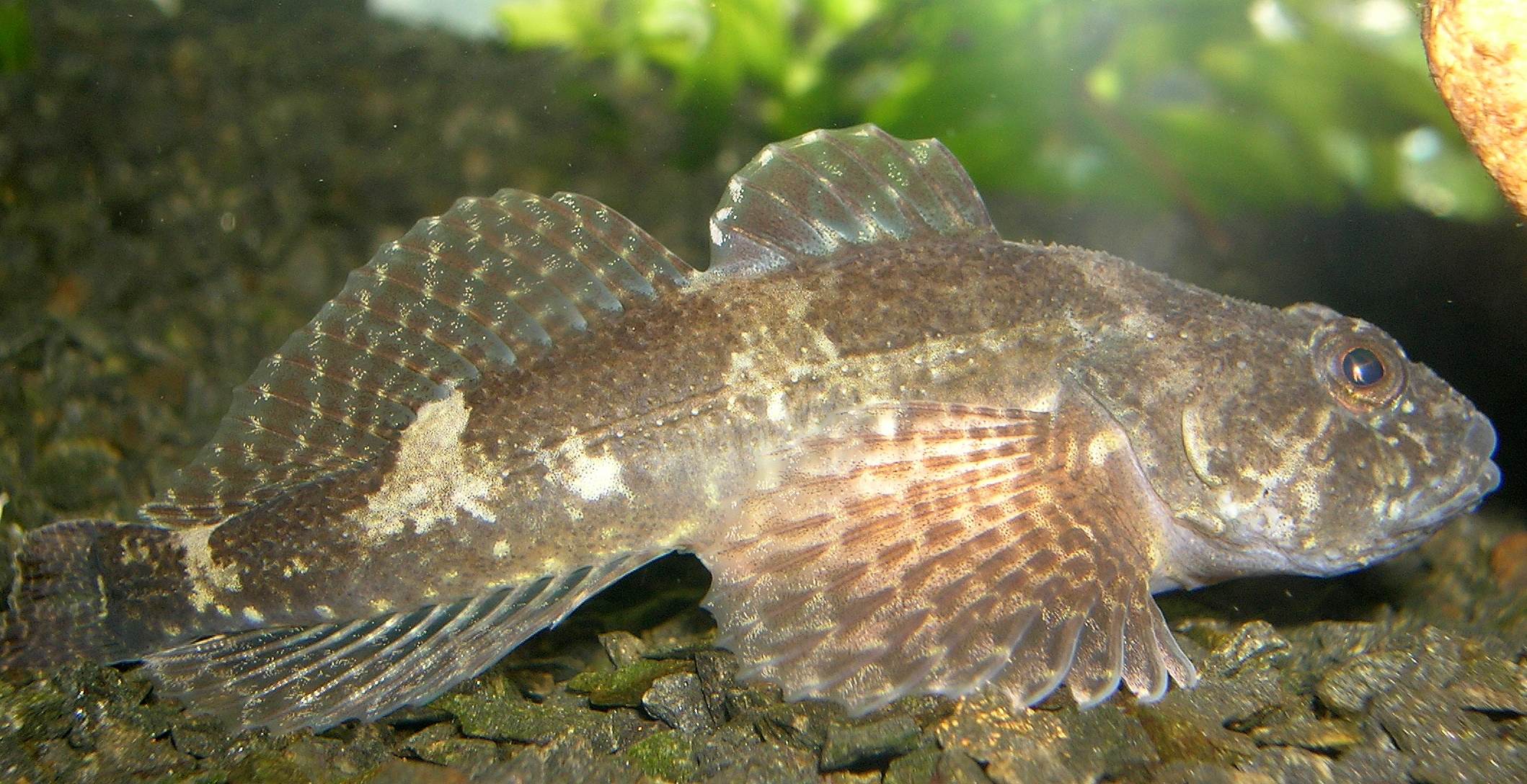
Groppe

Nach der FFH-Richtlinie sind im Naafbachtal folgende Fisch- und Vogelarten von gemeinschaftlichem Interesse:
- Groppe
- Bachneunauge
- Eisvogel
- Neuntöter
- Grauspecht
- Goldammer
- Wasseramsel
- Schwarzspecht
- Rotmilan

## Sehenswürdigkeiten
Neben vielen seltenen Tier- und Pflanzenarten sind auch denkmalgeschützte Fachwerkhöfe in Ingersauel und Wassermühlen wie z. B. die Naafer Mühle sehenswert. Nicht mehr zu sehen ist die Weegermühle, die in den 1970er Jahren abgerissen wurde.
Im Bereich des Naafbachtales wurden in früheren Zeiten zahlreiche Erzlagerstätten ausgebeutet. Ausführliche Beschreibungen der Bergwerke im Naafbachtal und deren Lage finden sich in: „Metallerz-Bergbau im unteren Aggertal“, „Erzgruben in Lohmar und Neunkirchen-Seelscheid“.
In einem Seitental, dem Wenigerbachtal, finden sich noch Spuren alter Kupferbergwerke aus dem 16. bis 18. Jahrhundert (Erzgrube Walpot und Wolter-Plettenberg), Überreste eines Pochwerkes (Aufbereitungsanlage), Wassergräben und die Schlackenstreuung einer ehemaligen Kupferhütte. Heute noch sichtbare Zeugnisse des Bergbaus sind die umfangreichen Abraumhalden und verschütteten Stollen wie der Julianen Stollen, der Wasserlösungsstollen der Grube Walpot. Eine kleine Steinbogenbrücke zwischen Deesem und Wahlen, die um 1850 erbaut wurde, diente dem Transport des Erzes zur nächsten Eisenbahnstation.
Bei Bloch lag die Kupfererzgrube Schubert. Hier wurden Mitte des 19. Jahrhunderts einige 100 Tonnen Kupfererz gefördert. Von der Grube zeugen noch die Abraumhalden und der verfüllte Maschinenschacht.
Westlich von Hohn lag im Holzbachtal (Gemeinde Neunkirchen-Seelscheid) das Bergwerk Humboldt. Pingen, Abraumhalden und Schlackenstreuungen zeugen auch hier vom hohen Alter der Metallgewinnung in diesem Bereich.

## Tourismus
Das Naafbachtal kann zu Fuß oder mit dem Fahrrad erkundet werden. Viele Wanderwege führen durch das obere Naafbachtal, z. B. die Weitwanderwege des Sauerländischen Gebirgsvereins Kurkölner Weg (X22) und Bergischer Weg (X29). Ein Wanderparkplatz nahe der Mündung in die Agger in Kreuznaaf ist ein möglicher Ausgangspunkt für Wanderungen im unteren Naafbachtal.

## Verkehr
Bushaltestellen in umliegenden Ortschaften und Weilern z. B. in Kreuznaaf oder Mailahn sind in noch wandergerechter Entfernung. Die Anbindung an den ÖPNV erfolgt an gekennzeichneten Haltestellen, z. B. in Ingersauel, durch das Anruf-Sammeltaxi (AST). Alle Gemeinden um das Naafbachtal gehören zum Tarifgebiet des Verkehrsverbund Rhein-Sieg (VRS).